# Klaus Storde

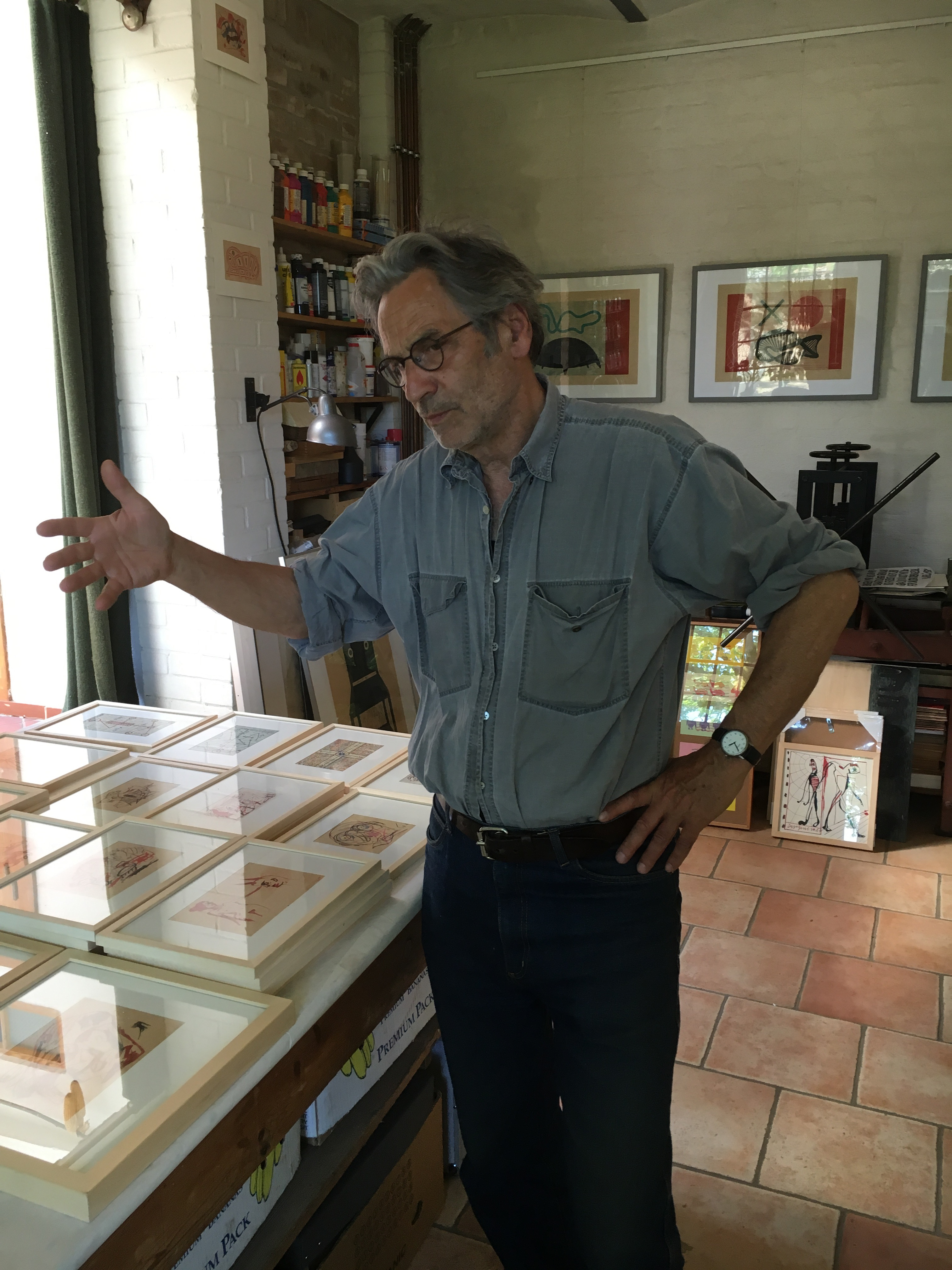
Atelierbesuch bei Klaus Storde in Prenden

Klaus Storde (* 3. Januar 1947 in Langenberg, Thüringen) ist ein deutscher bildender Künstler.

## Leben und Wirken
Klaus Storde studierte von 1969 bis 1973 Typografie an der Fachschule für Werbung und Gestaltung (FWG), Berlin-Oberschöneweide. Nach seinem Abschluss als Diplom-Designer arbeitete er u. a. bei Progress Film-Verleih. Ab 1978 wirkte er als freischaffender Grafiker vorwiegend in der Plakatgestaltung für Galerien, Film, Fernsehen und Theater. Storde erhielt diverse Preise für Beste Plakate der DDR.
In dieser Zeit wendete er sich auch hin zu freien künstlerischen Ausdrucksweisen. Werke im Bereich Grafik, Objekt und Installation entstanden und seine Ausstellungstätigkeit beginnt. Seit 1992 nimmt er regelmäßig an Pleinairs teil und besuchte Symposien im In- und Ausland. Als Mitglied der AG Künstler für Schüler des Brandenburgischen Verband Bildender Künstlerinnen und Künstler e. V., Landkreis Barnim leitete er Kunstprojekte oder gestaltet Workshops.
Klaus Stordes Atelier mit Papier- und Druckwerkstatt befindet sich in Prenden (Barnim).
Der Grafiker hat sich ein breites Repertoire von Techniken und Verfahrensweisen erarbeitet. Differente Techniken wie Zeichnungen, Holzschnitte, Arbeiten auf Karton und gefundenem Papier, ebenso seine Objekte aus Papier, Holz oder Metall bis hin zu konzeptuellen Projekten und Installationen sind geprägt von einer feinsinnigen Genauigkeit.

## Einzelausstellungen (Auswahl)
- 1987: Camera obscura 1, Galerie Weißer Elefant, Berlin (mit M. Claus)
- 1987: Straßenbilder, Galerie Treptow, Berlin
- 1992: C 60, Galerie Haus 23, Cottbus
- 1995: Figuren und Objekte, Galerie am Prater, Berlin
- 1996: Materialbilder und Objekte, Galerie Grünstrasse, Berlin
- 2007: Bilder und Objekte, Dorfkirche Prenden
- 2016: Zeichnungen und Drucke, Galerie im Rathaus Biesenthal

## Ausstellungsbeteiligungen (Auswahl)
- 1985: Götzen, Fetische, Ismen, Berliner Dom
- 1987: Alltagsobjekte, Galerie Weißer Elefant, Berlin
- 1988: Fotografische Selbstporträts, Galerie Treptow, Berlin
- 1989: Camera obscura 2, Fernsehturm, Berlin
- 1990: Kunst zum Anfassen, Kortenhoef, NL
- 1991: Veto, Galerie im Turm, Berlin
- 1992: Papier - Papier, Galerie im Turm, Berlin
- 1994: Zeremonialart, Kunstsymposium Babe, Stölln
- 1995: Artefakt, Kunstsymposium, Bernau
- 1998: Erkundungen, Lagerönner Mühle, Bernau
- 2001: Erkundungen, Eberswalde/Finow
- 2005: Morbide Collection, Alte Feuerwache, Berlin
- 2007: Strömungen, an der Stadtschleuse, Eberswalde
- 2010: Berlin-Kopenhagen, Rathaus Kopenhagen, DK
- 2011: Skulpturenweg, Stadt Biesenthal
- 2011: 3 künstlerische Positionen, Dorfkirche Prenden
- 2013: Dialoge, Dorfkirche Prenden
- 2014: Kopenhagen-Berlin, Galerie im Rathaus Lichtenberg, Berlin
- 2015: Brandenburgischer Kunstpreis, Stiftung Schloss Neuhardenberg
- 2016: Brandenburgischer Kunstpreis, Stiftung Schloss Neuhardenberg

## Preise und Stipendien
- 1. Preis: Plakat Kramer gegen Kramer, 1980, (Die 100 besten Plakate des Jahres), 1981
- 1. Preis: Plakat Tage des italienischen Films, 1989, (Die 100 besten Plakate des Jahres), 1990
- Plakat Fotografie, Galerie Treptow, 1989, (Die 100 besten Plakate des Jahres), 1990
- Plakat Fotografie in Aktion, HdJT Berlin, 1989, (Die 100 besten Plakate des Jahres), 1990
- Arbeitsstipendium der Stiftung Kulturfonds, 1994
- 1. Preis beim Wettbewerb Kunstzug der ODEG, 2007

## Mitgliedschaften
- Seit 1975 Mitglied im Verband Bildender Künstler der DDR, im Berufsverband Bildender Künstler Berlin und im Brandenburgischen Verband Bildender Künstlerinnen und Künstler e. V.[2]